# Metro de Guarenas-Guatire
El Metro de Guarenas-Guatire es un proyecto de metro urbano y tren liviano suburbano que se ejecuta para esas localidades del Estado Miranda, específicamente en los Municipios Sucre, Plaza y Zamora, en la región Central de Venezuela. El sistema abarcaría dos tramos: uno urbano de 12 kilómetros entre Guarenas y Guatire, a través de una vía férrea elevada; y otro suburbano de 18 kilómetros para conectarlo con Caracas, atravesando un sistema montañoso.
El proyecto fue aprobado por el gobierno nacional, siendo financiado con capital del FONDEN (Fondo de Desarrollo Nacional), a donde se destinan los excedentes de las reservas internacionales del país. Sin embargo, pese a que lleva más de 10 años en construcción, el mismo sigue inconcluso.

## Historia
Después de ser sometido a diversas evaluaciones y estudios de factibilidad, finalmente, el proyecto sería aprobado por el gobierno venezolano quien, en el mes de diciembre de 2006, suscribiría cuatro contratos de construcción con la empresa brasileña Odebrecht. Uno de esos contratos, haría referencia a la construcción del Metro ligero hacia las poblaciones de Guarenas y Guatire, partiendo desde la ciudad de Caracas.

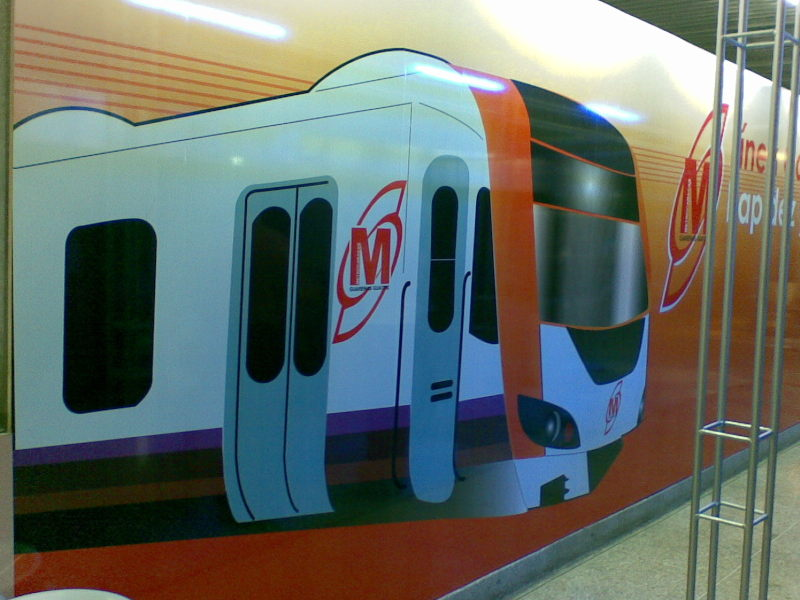
Propuesta de Tren para el Sistema Metro de Guarenas-Guatire.

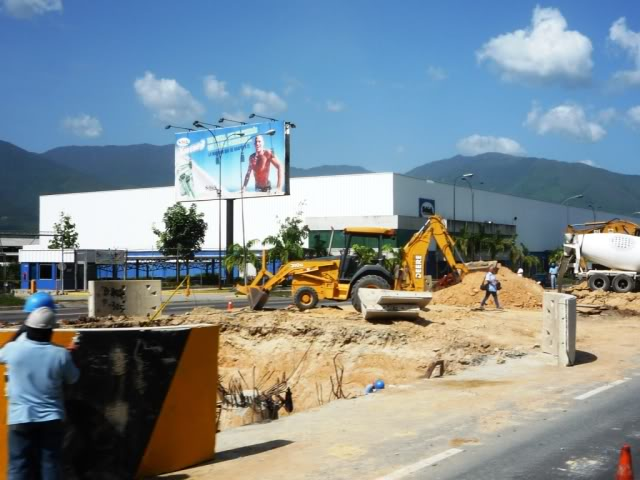
Obras del Metro de Guarenas-Guatire, a la altura de Guatire, en 2009.

Este sistema de metro permitiría el desahogo de la Autopista Gran Mariscal de Ayacucho, en su tramo Petare-Guarenas, el cual es usado por miles de vehículos diariamente y que en horas pico se congestiona, produciendo largas y molestas colas. Además, también impulsaría el desarrollo de las poblaciones aledañas a la construcción del proyecto, mejorando la calidad de vida de su población, así como el desarrollo de obras civiles y sociales, la creación de complejos urbanísticos, comerciales y recreativos, entre otros.
Los trabajos para su construcción iniciaron el 18 de marzo de 2007. Las obras fueron proyectadas por un costo alrededor de los 2000 millones de dólares, siendo ejecutadas en un plazo estimado de 64 meses (hasta julio de 2012).
En total son 7 estaciones nuevas: Waraira Repano, Caucagüita, Belén, Guarenas I, Guarenas II, Guatire I y Guatire II. Contando con dos estaciones terminales: Waraira Repano, en el noreste del Área Metropolitana de Caracas, y Guatire II, en el Municipio Zamora del Estado Miranda. Además, se planeaba que la estación Waraira Repano sirviera como estación de transferencia con la Línea 5 del Metro de Caracas y el Cabletrén de Petare.
El 22 de febrero de 2008, el Gobierno Nacional mediante el decreto n.º 5.884, publicado en Gaceta Oficial N.º 38.876 y por Causa de utilidad pública, ordenó la afectación de 1.358 hectáreas de terreno, entre la capital y los municipios del Estado Miranda por donde pasará el nuevo sistema de metro; esto para facilitar las actividades de construcción de la obra, ya sea mediante la negociación o la expropiación en las jurisdicciones de Petare y Caucagüita (Municipio Sucre), Guarenas (Municipio Plaza) y Guatire (Municipio Zamora).
A principios de marzo de 2008, se iniciaron además los trabajos para la construcción de la Estación Guarenas I, en el sector Plaza Sucre de la Urbanización 27 de Febrero, por parte de la empresa constructora Odebrecht.
Aunque estaba pautado para ser finalizado en julio de 2012, este sería aplazado para el año 2016 y posteriormente para el año 2018, sin embargo, las obras no se lograrían concretar en ninguno de los tiempos estimados.
En octubre de 2021, el gobierno de Nicolás Maduro anunció la reanudación de las obras del metro, se hizo la instalación de 700 metros de vía férrea paralelo a la vía férrea sobre el viaducto ya construido en 2015. Posteriormente la obra quedó paralizada de vuelta en enero de 2022.

## Estaciones
Este sistema estará compuesto por dos fases y las siguientes estaciones:
| Tramos    | Nombre de la Estación | Longitud (km) | Notas                                                                                 |
| --------- | --------------------- | ------------- | ------------------------------------------------------------------------------------- |
| Suburbano | Waraira Repano        | Fase 2        | (Estación transferencia con la Línea 5 del Metro de Caracas y el Cabletrén de Petare) |
| Suburbano | Caucagüita            | Fase 2        | Paralizado.                                                                           |
| Suburbano | Belén                 | Fase 2        | Paralizado.                                                                           |
| Urbano    | Guarenas I            | Fase 1        | Paralizado.                                                                           |
| Urbano    | Guarenas II           | Fase 1        | Paralizado.                                                                           |
| Urbano    | Guatire I             | Fase 1        | Paralizado.                                                                           |
| Urbano    | Guatire II            | Fase 1        | Paralizado.                                                                           |